# 450 Brigitta
450 Brigitta је астероид главног астероидног појаса. Приближан пречник астероида је 33,32 km,
а средња удаљеност астероида од Сунца износи 3,014 астрономских јединица (АЈ).
Инклинација (нагиб) орбите у односу на раван еклиптике је 10,156 степени, а орбитални период износи 1911,661 дана (5,233 година). Ексцентрицитет орбите астероида износи 0,100.
Апсолутна магнитуда астероида износи 10,28 а геометријски албедо 0,122.
Астероид је откривен 10. октобра 1899. године.